# Chef d'état-major de la Force aérienne (Australie)

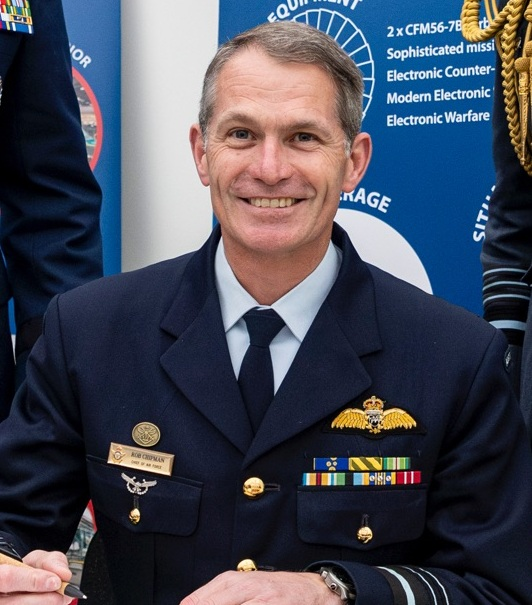
Robert Chipman, l'actuel Chief of Air Force de la RAAF.

Le chef d'état-major la Force aérienne (d'abord connu sous le nom de Chief of the Air Staff (CAS), aujourd'hui Chief of Air Force) est le poste le plus élevé de la Royal Australian Air Force (RAAF). Le grade associé à ce poste est l'air vice-marshal (trois étoiles). Le chef d'état-major ne supervise pas les opérations aériennes, ce qui est du ressort du commandant de la RAAF Air Command.
Entre 1922 et 1997, le chef d'état-major de la Force aérienne était connu sous le nom de Chief of the Air Staff, une attribution similaire à celui d'un président du conseil d'administration. Avant le CAS, l'Air Board était auparavant responsable de la direction de la RAAF. L'air marshal Richard Williams, qui est considéré comme le « père de la RAAF », est le premier chef d'état-major de la Force aérienne. En 1976, l'Air Board est dissoute et le chef d'état-major de la force aérienne s'est vu confier la responsabilité du commandement de la RAAF.